# Галадријела
Галадријела је лик из романа „Силмарилион“ и „Господар прстенова“ Џ. Р. Р. Толкина.
Галадријела је Вилењакиња, једна од најстаријих припадника те врсте у Средњој земљи. У време одвијања радње „Господара прстенова“, она је једини преостали потомак Узвишеног краља Финвеа и једини преживели учесник бекства из Валинора, догађаја који се одиграо око 7000 година раније. Због своје мудрости и лепоте била је изузетно поштована међу Вилењацима и називана је највећом од свих Нолдора, изузев Феанора.

## Биографија лика

### Године у Валинору
Галадријелин отац био је Финарфин, син Финвеа, једног од првих Виловнакиња који су се појавили у Арди. Њена мајка је била Еарвена, ћерка Олвеа, вође Телера и брата краља Тингола. Галадријелина браћа били су Финрод и Ородрет, каснији господари Нарготронда, а рођаци Фингон и Тургон, каснији Узвишени краљеви Нолдора.
Галадријела је рођена и живела у Валинору, земљи Валара. Још као младу су је сматрали изузетно лепом, а како је била снажно грађена, могла је да се мери и са највећим атлетама Елдара. Њена мајка јој је чак дала име Нервена, што значи „дева-мушкарац“. Галадријелу су сматрали највећом од Нолдора, изузев Феанора, њеног рођака, иако је она била мудрија. Између њих је владала нетрпељивост. Међутим, сматра се да је Феанор идеју за драгуље Силмариле добио из Галадријелине златне косе, у којој је била ухваћена светлост Два Дрвета Валинора.
Иако је Гладријела поштовала Валаре као господаре Арде, жудела је за далеким земљама са оне стране мора којима би она могла самостално да влада. То је био главни разлог зашто се прикључила Феаноровој побуни и одласку из Валинора.

### Одлазак у Средњу земљу
Када је Моргот, Мрачни Господар и непријатељ Валара, уништио Два Дрвета и украо Силмариле, притом убивши краља Финвеа, Феанор, његов син, одлучио је да га прати у Средњу земљу да му се освети. Велики број Нолдора му се прикључио, укључујући и Галадријелу, њеног оца и браћу. Ипак, она није учествовала у родоубијању које се десило када су Нолдори хтели да преотму лађе Телера. Није наставила пут морем са Феанором, већ је заједно са својим стрицем Финголфином прешла преко опасних ледених пространстава на северу и тако доспела у Средњу земљу. Њен отац Финарфин је одустао од тог марша и вратио се у Валинор, где је владао као краљ Нолдора, након смрти Финвеа.

### Године у Белеријанду
По доласку у Белеријанд, највећу област Средње земље, Галадријела је боравила у вилењачкој шуми Доријат. Тамо је валадао Тингол, стриц њене мајке, тако да је била добродошла. У Доријату се спријатељила са краљевом женом Мелијаном Мајом, од које је научила много о Средњој земљи.
Галадријела је у Доријату упознала Келеборна, Тинголовог рођака (према томе и њеног далеког сродника). Њих двоје су се венчали за време њеног боравка у краљевству.
Финрод и Ородрет, Галадријелина браћа, живели су и владали у Нарготронду, који се налазио западно од Доријата. Она је тамо боравила у једном периоду. Током ратова против Моргота, Финрод и Ородрет су погинули, као и Финголфин, Фингон и Тургон. Тако је Галадријела остала једини преживели Финвеов потомак у Средњој земљи.

### Друго раздобље
Пошто је Моргот побеђен и протеран из Арде, Галадријела је, због своје љубави према Келеборну, али и због пркоса, одбила да се врати у Валинор, одакле је била побегла. Њих двоје су прешли преко планина Еред Луин и дошли у Линдон, а потом су се настанили у близини језера Ненуијал. Галадријела и Келеборн су сматрани Господарем и Господарицом свих Елдара у Ерјадору. Добили су ћерку Келебријану, за коју се не зна тачно кад је рођена.
Морготов највећи слуга Саурон преузео је намеру свог господара да освоји Средњу земљу. Галадријела је схватила да се зло пробудило на истоку, и она и Келеборн су створили Краљевство Вилењака у Ерегиону. Оно је било много ближе Саурону, те се могао организовати ефикасан отпор. Такође је било у близини патуљачког краљевства Казад-дума и Галадријела је настојала да уједини све народе како би се супротставили непријатељу. Она је такође почела да успоставља чврсте везе са Лоринандом, где су живели Тамни Вилењаци. То место ће касније добити име Лоријен.
У својој пратњи Галадријела и Келеборн су имали занатлију Келебримбора. Саурон, који се још могао приказивати свима као племенит и добронамеран, путовао је Ерјадором и нудио своје знање Вилењацима. Иако није успео да завара Галадријелу, Келебримбору и удружењу вилењачких занатлија Гваит-и-Мирдаину је помогао у прављењу Прстенова Моћи. Он их је убедио да преотму власт над Ерегионом од Галадријеле и Келеборна. То се догодили између 1350. и 1400. године другог раздобља. Галадријела је тада побегла кроз Казад-дум, повевши са собом Келебријану. Нашле су уточиште у Лоринанду (Лоријену). 
Саурон је, у међувремену, сковао Јединствени Прстен, помоћу којег је могао да влада свим осталим Прстеновима Моћи. Када је Келебримбор сазнао шта је урадио, затражио је савет од Галадријеле, која му је предложила да сакрије Прстенове и никад их не користи. Он је на то пристао и дао јој на чување Нењу, прстен ваздуха. Тај предмет је допринео просперитету Лоринанда.
У наредним деценијама Саурон је отворено заратио против Вилењка, борећи се против Узвишеног краља Гил-Галада, господара Елронда и Келеборна. Њима су у помоћ прискочили Људи са острва Нуменор, тако да је Саурон током дугог периода био побеђен и њихов заробљеник. У међувремену, прстен Нења је изазвао велику жудњу за морем у Галадријели, која је напустила Лоринанд заједно са ћерком Келебријаном. Галадријела и Келебријана су заједно са Келеборном дуго боравили у Ривендалу код Елронда. Касније су се населили на полуострву Белфалас.

### Повратак у Лоринанд
Амрот је био Краљ Лоринанда у то време. Он је био несрећно заљубљен у Вилењакињу Нимлоту. Требало је да бродом отпутује у Валинор, али је у последњем тренутку искочио и покушао да доплива до обале и да јој се врати. Како је тада владала олуја, утопио се. То се десило 1981. године трећег раздобља. 
У време пре Амротове смрти, Саурон је био поражен и у облику сенке се настанио у Мркој-шуми, где је подигао утврђење Дол Гулдур. Галадријелу су обузеле сумње и одлучила је да се врати у Лоринанд, како би проверила те гласине. Након тога су она и Келеборн путовали по Средњој земљи и даље истражујући. Задуго су боравили у Ривендалу, код Елронда, који се у међувремену оженио њиховом ћерком Келебријаном. Након Амротове смрти су се поново вратили у Лоринанд, и тамо остали до краја свог боравка у Средњој земљи. Нису узели титулу краља и краљице, већ су само називали чуварима тог места. Галадријела је у Лоринанд донела семе дрвећа mallorn, које је носило златне листове. Она је (највероватније) променила име тог места у Лоријен, јер ју је подсећала на област у Валинору која је припадала Ирму.

### Бели савет
На Галадријелину иницијативу, 2463. године трећег раздобља основан је Бели савет, као тело отпора јачајућем Саурону. Желела је да поглавар савета буде Гандалф Сиви, један од Истара, изасланика које су Валари послали у Средњу земљу да се супротставе Мрачном Господару. Галадријела и Гандалф су већ причали о Валинору, и он јој је предао драгуљ Елесар, који је био знамен непрестане бриге Валара над Средњом земљом. Међутим, Гандалф није желео никоме да се обавезује, те је та дужност поверена Саруману Белом. Бели савет се састајао у наредних пет векова. На крају, 2941. године трећег раздобља, када су утврдили да је биће у Дол Гулдуру Саурон, организовали су напад на то место. Међутим, њихов поступак је био предвиђен и Саурон је лако побегао у Мордор, где је наставио да јача.

### Крај трећег раздобља
Галадријела је подржавала љубавну везу своје унуке Аруене Ундомјеле, ћерке Елронда и Келебријеле, и Арагорна, потомка краљева Људи. То је било неуобичајено јер је пре тога у историји било само два пара Вилењакиња и Људи — Берен и Лутијена и Туор и Идрила (оба су била у родбинским везама са Галадријелом). Ипак, она је уредила да се Арагорн и Аруена сретну у Лоријену, где су коначно одлучили о својој судбини. 
Дружина Прстена, чија је мисија била да Сауронов Јединствени Прстен однесу у Мордор и униште га, током свог пута застали су у Лоријену (3019. године трећег раздобља). Током њиховог боравка, Галадријела је показала Хобитима Фроду и Семвајсу будућност у свом Огледалу (плиткој здели са водом). Када јој је Фродо понудио да узме Јединствени Прстен, помисливши да је она погоднија за тај терет, Галадријела је била у великом искушењу. Тај предмет је имао изузетну привлачну силу, али и моћ. Ипак, Галадријела је одолела својој жељи и схватила да је њена судбина да оде на запад и да остане то што јесте. Прстен је са собом доносио зло, које би је на крају само поставило на Сауроново место.
Када је Дружина напуштала Лоријен, Галадријела је сваком дала користан дар, од којих су се неки, попут Фродовог стакла са светлом звезде Еарендила, показале као кључне за њихов поход. Убрзо након тога, Гандалф, за кога се вереовало да је погинуо у Морији, је враћен у живот. Орао Гваихир га је однео у Лоријен, где га је Галадријела излечила и пружила му опоравак. Такође, она је послала Арагорнове сународнике и саборце Дуендаине њему у помоћ, пред битку за Минас Тирит. 
Саурон је поново послао своју војску у Дол Гулдур, и они су три пута нападали Лоријен, док се на западу још одвијала битка за Гондор. Међутим, њихови напади су одбијени уз помоћ Галадријелине моћи и срчаности Вилењака. Након тога, војска Лоријена је заузела Дол Гулдур, а Галадријела је срушила његове зидине, коначно очистивши Мрку-шуму.

### Повратак у Валинор
Након Сауроновог пада, Галадријела је заједно са остатком Вилењака заувек напустила Средњу земљу и вратила се у Валинор. Моћ три вилењачка Прстена тиме је била завршена. Постојала је верзија Толкинове приче по којој је Галадријели, као једином преживелом учеснику побуне против Валара, било забрањено да се врати, али да је забрана повучена након њеног одолевања искушењу Прстена и борбе против Саурона. Друга верзија није помињала забрану, већ Гладријелино остајање да би се супротстављала Мрачном господару. У оба случаја, она је свој циљ испунила.

## Породично стабло
|           |           |           |           |                                                                                     |           |          |          |          |          |          |          |          |          |         |         |         |         |  |  |         |         |         |         |         |         |  |  |             |             |             |             |             |             |         |         |             |             |             |             |             |             |  |  |          |          |          |          |          |          |  |  |  |  |  |  |  |  |  |  |  |  |  |  |
|           |           |           |           |                                                                                     |           |          |          |          |          |          |          |          |          |         |         |         |         |  |  |         |         |         |         |         |         |  |  |             |             |             |             |             |             |         |         |             |             |             |             |             |             |  |  |          |          |          |          |          |          |  |  |  |  |  |  |  |  |  |  |  |  |  |  |
| Финве     | Финве     | Финве     | Финве     | Финве                                                                               | Финве     |          |          | Индис    | Индис    | Индис    | Индис    | Индис    | Индис    |         |         |         |         |  |  | Олве    | Олве    | Олве    | Олве    | Олве    | Олве    |  |  | Тингол      | Тингол      | Тингол      | Тингол      | Тингол      | Тингол      |         |         | Елмо        | Елмо        | Елмо        | Елмо        | Елмо        | Елмо        |  |  |          |          |          |          |          |          |  |  |  |  |  |  |  |  |  |  |  |  |  |  |
| Финве     | Финве     | Финве     | Финве     | Финве                                                                               | Финве     |          |          | Индис    | Индис    | Индис    | Индис    | Индис    | Индис    |         |         |         |         |  |  | Олве    | Олве    | Олве    | Олве    | Олве    | Олве    |  |  | Тингол      | Тингол      | Тингол      | Тингол      | Тингол      | Тингол      |         |         | Елмо        | Елмо        | Елмо        | Елмо        | Елмо        | Елмо        |  |  |          |          |          |          |          |          |  |  |  |  |  |  |  |  |  |  |  |  |  |  |
|           |           |           |           |                                                                                     |           |          |          |          |          |          |          |          |          |         |         |         |         |  |  |         |         |         |         |         |         |  |  |             |             |             |             |             |             |         |         |             |             |             |             |             |             |  |  |          |          |          |          |          |          |  |  |  |  |  |  |  |  |  |  |  |  |  |  |
|           |           |           |           |                                                                                     |           |          |          |          |          |          |          |          |          |         |         |         |         |  |  |         |         |         |         |         |         |  |  |             |             |             |             |             |             |         |         |             |             |             |             |             |             |  |  |          |          |          |          |          |          |  |  |  |  |  |  |  |  |  |  |  |  |  |  |
|           |           |           |           |                                                                                     |           |          |          |          |          |          |          |          |          |         |         |         |         |  |  |         |         |         |         |         |         |  |  |             |             |             |             |             |             |         |         |             |             |             |             |             |             |  |  |          |          |          |          |          |          |  |  |  |  |  |  |  |  |  |  |  |  |  |  |
| Финголфин | Финголфин | Финголфин | Финголфин | Финголфин                                                                           | Финголфин |          |          | Финарфин | Финарфин | Финарфин | Финарфин | Финарфин | Финарфин |         |         |         |         |  |  | Еарвена | Еарвена | Еарвена | Еарвена | Еарвена | Еарвена |  |  |             |             |             |             |             |             | Галадон | Галадон | Галадон     | Галадон     | Галадон     | Галадон     |             |             |  |  |          |          |          |          |          |          |  |  |  |  |  |  |  |  |  |  |  |  |  |  |
| Финголфин | Финголфин | Финголфин | Финголфин | Финголфин                                                                           | Финголфин |          |          | Финарфин | Финарфин | Финарфин | Финарфин | Финарфин | Финарфин |         |         |         |         |  |  | Еарвена | Еарвена | Еарвена | Еарвена | Еарвена | Еарвена |  |  |             |             |             |             |             |             | Галадон | Галадон | Галадон     | Галадон     | Галадон     | Галадон     |             |             |  |  |          |          |          |          |          |          |  |  |  |  |  |  |  |  |  |  |  |  |  |  |
|           |           |           |           |                                                                                     |           |          |          |          |          |          |          |          |          |         |         |         |         |  |  |         |         |         |         |         |         |  |  |             |             |             |             |             |             |         |         |             |             |             |             |             |             |  |  |          |          |          |          |          |          |  |  |  |  |  |  |  |  |  |  |  |  |  |  |
|           |           |           |           |                                                                                     |           |          |          |          |          |          |          |          |          |         |         |         |         |  |  |         |         |         |         |         |         |  |  |             |             |             |             |             |             |         |         |             |             |             |             |             |             |  |  |          |          |          |          |          |          |  |  |  |  |  |  |  |  |  |  |  |  |  |  |
|           |           |           |           | Ангрод                                                                              | Ангрод    | Ангрод   | Ангрод   | Ангрод   | Ангрод   |          |          | Аигнор   | Аигнор   | Аигнор  | Аигнор  | Аигнор  | Аигнор  |  |  | Ородрет | Ородрет | Ородрет | Ородрет | Ородрет | Ородрет |  |  |             |             | Финрод      | Финрод      | Финрод      | Финрод      | Финрод  | Финрод  |             |             |             |             |             |             |  |  |          |          |          |          |          |          |  |  |  |  |  |  |  |  |  |  |  |  |  |  |
|           |           |           |           | Ангрод                                                                              | Ангрод    | Ангрод   | Ангрод   | Ангрод   | Ангрод   |          |          | Аигнор   | Аигнор   | Аигнор  | Аигнор  | Аигнор  | Аигнор  |  |  | Ородрет | Ородрет | Ородрет | Ородрет | Ородрет | Ородрет |  |  |             |             | Финрод      | Финрод      | Финрод      | Финрод      | Финрод  | Финрод  |             |             |             |             |             |             |  |  |          |          |          |          |          |          |  |  |  |  |  |  |  |  |  |  |  |  |  |  |
|           |           |           |           |                                                                                     |           |          |          |          |          |          |          |          |          |         |         |         |         |  |  |         |         |         |         |         |         |  |  |             |             |             |             |             |             |         |         |             |             |             |             |             |             |  |  |          |          |          |          |          |          |  |  |  |  |  |  |  |  |  |  |  |  |  |  |
| Тургон    | Тургон    | Тургон    | Тургон    | Тургон                                                                              | Тургон    |          |          | Фингон   | Фингон   | Фингон   | Фингон   | Фингон   | Фингон   |         |         |         |         |  |  |         |         |         |         |         |         |  |  |             |             |             |             |             |             |         |         |             |             |             |             |             |             |  |  |          |          |          |          |          |          |  |  |  |  |  |  |  |  |  |  |  |  |  |  |
| Тургон    | Тургон    | Тургон    | Тургон    | Тургон                                                                              | Тургон    |          |          | Фингон   | Фингон   | Фингон   | Фингон   | Фингон   | Фингон   |         |         |         |         |  |  |         |         |         |         |         |         |  |  |             |             |             |             |             |             |         |         | Галадријела | Галадријела | Галадријела | Галадријела | Галадријела | Галадријела |  |  | Келеборн | Келеборн | Келеборн | Келеборн | Келеборн | Келеборн |  |  |  |  |  |  |  |  |  |  |  |  |  |  |
|           |           |           |           |                                                                                     |           |          |          |          |          |          |          |          |          |         |         |         |         |  |  |         |         |         |         |         |         |  |  |             |             |             |             |             |             |         |         | Галадријела | Галадријела | Галадријела | Галадријела | Галадријела | Галадријела |  |  | Келеборн | Келеборн | Келеборн | Келеборн | Келеборн | Келеборн |  |  |  |  |  |  |  |  |  |  |  |  |  |  |
| Идрила    | Идрила    | Идрила    | Идрила    | Идрила                                                                              | Идрила    |          |          | Туор     | Туор     | Туор     | Туор     | Туор     | Туор     |         |         |         |         |  |  |         |         |         |         |         |         |  |  |             |             |             |             |             |             |         |         |             |             |             |             |             |             |  |  |          |          |          |          |          |          |  |  |  |  |  |  |  |  |  |  |  |  |  |  |
| Идрила    | Идрила    | Идрила    | Идрила    | Идрила                                                                              | Идрила    |          |          | Туор     | Туор     | Туор     | Туор     | Туор     | Туор     |         |         |         |         |  |  |         |         |         |         |         |         |  |  |             |             |             |             |             |             |         |         |             |             |             |             |             |             |  |  |          |          |          |          |          |          |  |  |  |  |  |  |  |  |  |  |  |  |  |  |
|           |           |           |           |                                                                                     |           |          |          |          |          |          |          |          |          |         |         |         |         |  |  |         |         |         |         |         |         |  |  |             |             |             |             |             |             |         |         |             |             |             |             |             |             |  |  |          |          |          |          |          |          |  |  |  |  |  |  |  |  |  |  |  |  |  |  |
|           |           |           |           | Еарендил                                                                            | Еарендил  | Еарендил | Еарендил | Еарендил | Еарендил |          |          | Елвинга  | Елвинга  | Елвинга | Елвинга | Елвинга | Елвинга |  |  |         |         |         |         |         |         |  |  |             |             |             |             |             |             |         |         |             |             |             |             |             |             |  |  |          |          |          |          |          |          |  |  |  |  |  |  |  |  |  |  |  |  |  |  |
|           |           |           |           | Еарендил                                                                            | Еарендил  | Еарендил | Еарендил | Еарендил | Еарендил |          |          | Елвинга  | Елвинга  | Елвинга | Елвинга | Елвинга | Елвинга |  |  |         |         |         |         |         |         |  |  |             |             |             |             |             |             |         |         |             |             |             |             |             |             |  |  |          |          |          |          |          |          |  |  |  |  |  |  |  |  |  |  |  |  |  |  |
|           |           |           |           |                                                                                     |           |          |          |          |          |          |          |          |          |         |         |         |         |  |  |         |         |         |         |         |         |  |  |             |             |             |             |             |             |         |         |             |             |             |             |             |             |  |  |          |          |          |          |          |          |  |  |  |  |  |  |  |  |  |  |  |  |  |  |
|           |           |           |           |                                                                                     |           |          |          |          |          |          |          |          |          |         |         |         |         |  |  |         |         |         |         |         |         |  |  |             |             |             |             |             |             |         |         |             |             |             |             |             |             |  |  |          |          |          |          |          |          |  |  |  |  |  |  |  |  |  |  |  |  |  |  |
|           |           |           |           |                                                                                     |           |          |          |          |          |          |          |          |          |         |         |         |         |  |  |         |         |         |         |         |         |  |  |             |             |             |             |             |             |         |         |             |             |             |             |             |             |  |  |          |          |          |          |          |          |  |  |  |  |  |  |  |  |  |  |  |  |  |  |
|           |           |           |           | Елрос                                                                               | Елрос     | Елрос    | Елрос    | Елрос    | Елрос    |          |          | Елронд   | Елронд   | Елронд  | Елронд  | Елронд  | Елронд  |  |  |         |         |         |         |         |         |  |  | Келебријана | Келебријана | Келебријана | Келебријана | Келебријана | Келебријана |         |         |             |             |             |             |             |             |  |  |          |          |          |          |          |          |  |  |  |  |  |  |  |  |  |  |  |  |  |  |
|           |           |           |           | Елрос                                                                               | Елрос     | Елрос    | Елрос    | Елрос    | Елрос    |          |          | Елронд   | Елронд   | Елронд  | Елронд  | Елронд  | Елронд  |  |  |         |         |         |         |         |         |  |  | Келебријана | Келебријана | Келебријана | Келебријана | Келебријана | Келебријана |         |         |             |             |             |             |             |             |  |  |          |          |          |          |          |          |  |  |  |  |  |  |  |  |  |  |  |  |  |  |
|           |           |           |           |                                                                                     |           |          |          |          |          |          |          |          |          |         |         |         |         |  |  |         |         |         |         |         |         |  |  |             |             |             |             |             |             |         |         |             |             |             |             |             |             |  |  |          |          |          |          |          |          |  |  |  |  |  |  |  |  |  |  |  |  |  |  |
|           |           |           |           | Краљеви Нуменора Господари Андуина Краљеви Анрора Поглавари Дунедаина (6430 година) |           |          |          |          |          |          |          |          |          |         |         |         |         |  |  |         |         |         |         |         |         |  |  |             |             |             |             |             |             |         |         |             |             |             |             |             |             |  |  |          |          |          |          |          |          |  |  |  |  |  |  |  |  |  |  |  |  |  |  |
|           |           |           |           |                                                                                     |           |          |          |          |          |          |          |          |          |         |         |         |         |  |  |         |         |         |         |         |         |  |  |             |             |             |             |             |             |         |         |             |             |             |             |             |             |  |  |          |          |          |          |          |          |  |  |  |  |  |  |  |  |  |  |  |  |  |  |
|           |           |           |           |                                                                                     |           |          |          |          |          |          |          |          |          |         |         |         |         |  |  |         |         |         |         |         |         |  |  |             |             |             |             |             |             |         |         |             |             |             |             |             |             |  |  |          |          |          |          |          |          |  |  |  |  |  |  |  |  |  |  |  |  |  |  |
|           |           |           |           | Арагорн                                                                             | Арагорн   | Арагорн  | Арагорн  | Арагорн  | Арагорн  |          |          | Аруена   | Аруена   | Аруена  | Аруена  | Аруена  | Аруена  |  |  | Еладан  | Еладан  | Еладан  | Еладан  | Еладан  | Еладан  |  |  | Ерлохир     | Ерлохир     | Ерлохир     | Ерлохир     | Ерлохир     | Ерлохир     |         |         |             |             |             |             |             |             |  |  |          |          |          |          |          |          |  |  |  |  |  |  |  |  |  |  |  |  |  |  |
|           |           |           |           | Арагорн                                                                             | Арагорн   | Арагорн  | Арагорн  | Арагорн  | Арагорн  |          |          | Аруена   | Аруена   | Аруена  | Аруена  | Аруена  | Аруена  |  |  | Еладан  | Еладан  | Еладан  | Еладан  | Еладан  | Еладан  |  |  | Ерлохир     | Ерлохир     | Ерлохир     | Ерлохир     | Ерлохир     | Ерлохир     |         |         |             |             |             |             |             |             |  |  |          |          |          |          |          |          |  |  |  |  |  |  |  |  |  |  |  |  |  |  |
|           |           |           |           |                                                                                     |           |          |          |          |          |          |          |          |          |         |         |         |         |  |  |         |         |         |         |         |         |  |  |             |             |             |             |             |             |         |         |             |             |             |             |             |             |  |  |          |          |          |          |          |          |  |  |  |  |  |  |  |  |  |  |  |  |  |  |
|           |           |           |           |                                                                                     |           |          |          | Елдарион |          |          |          |          |          |         |         |         |         |  |  |         |         |         |         |         |         |  |  |             |             |             |             |             |             |         |         |             |             |             |             |             |             |  |  |          |          |          |          |          |          |  |  |  |  |  |  |  |  |  |  |  |  |  |  |

Напомена: Имена Људи и Полувилењака који су одабрали људски живот су написана косим словима.